# Aleksiej Kusznir
Aleksiej Fiodorowicz Kusznir, ros. Алексей Фёдорович Кушнир (ur. 1907 we wsi Mojsiejcy w guberni połtawskiej, zm. 9 maja 1979) – radziecki generał major.
W 1944 roku został odkomenderowany do Ludowego Wojska Polskiego, był szefem sztabu wojsk pancernych i zmotoryzowanych 1 Armii Wojska Polskiego na froncie. W 1945 roku powrócił do ZSRR.